# 平好風
平 好風（たいら の よしかぜ）は、平安時代前期の貴族。桓武平氏、刑部卿・茂世王の長男。官位は従四位下・右近衛中将。

## 経歴
初め好風王を名乗る。清和朝の貞観15年（873年）降雨祈願のため、神祇大祐・大中臣常道と共に伊勢神宮に派遣される（この時の官位は散位従五位下）。翌貞観16年（874年）に父・茂世王の上奏により、子・貞文と共に臣籍降下して平朝臣姓を名乗る。
越前介を経て、仁和元年（885年）大宰少弐に任じられるなど、陽成朝から光孝朝にかけて地方官も務めた。
宇多朝の寛平8年（896年）五位蔵人に補せられ、寛平9年（897年）従四位下に叙せられる。また、時期は不明ながら右近衛中将を務めた。

## 官歴
注記のないものは『日本三代実録』による。
- 時期不詳：従五位下
- 貞観15年（873年） 7月19日：見散位
- 貞観16年（874年） 11月21日：臣籍降下（平朝臣姓）
- 時期不詳：越前介
- 仁和元年（885年）2月20日：大宰少弐
- 寛平8年（896年） 3月8日：五位蔵人[2]
- 寛平9年（897年） 5月17日：従四位下[2]
- 時期不詳：右近衛中将[3]

## 系譜
- 父：茂世王
- 母：不詳
- 生母不詳の子女
  - 長男：
  - 次男：平貞文（872-923）
  - 三男：
  - 女子：藤原守義室
  - 女子：平等子 - 光孝天皇女御